# Römisches Haus (Weimar)

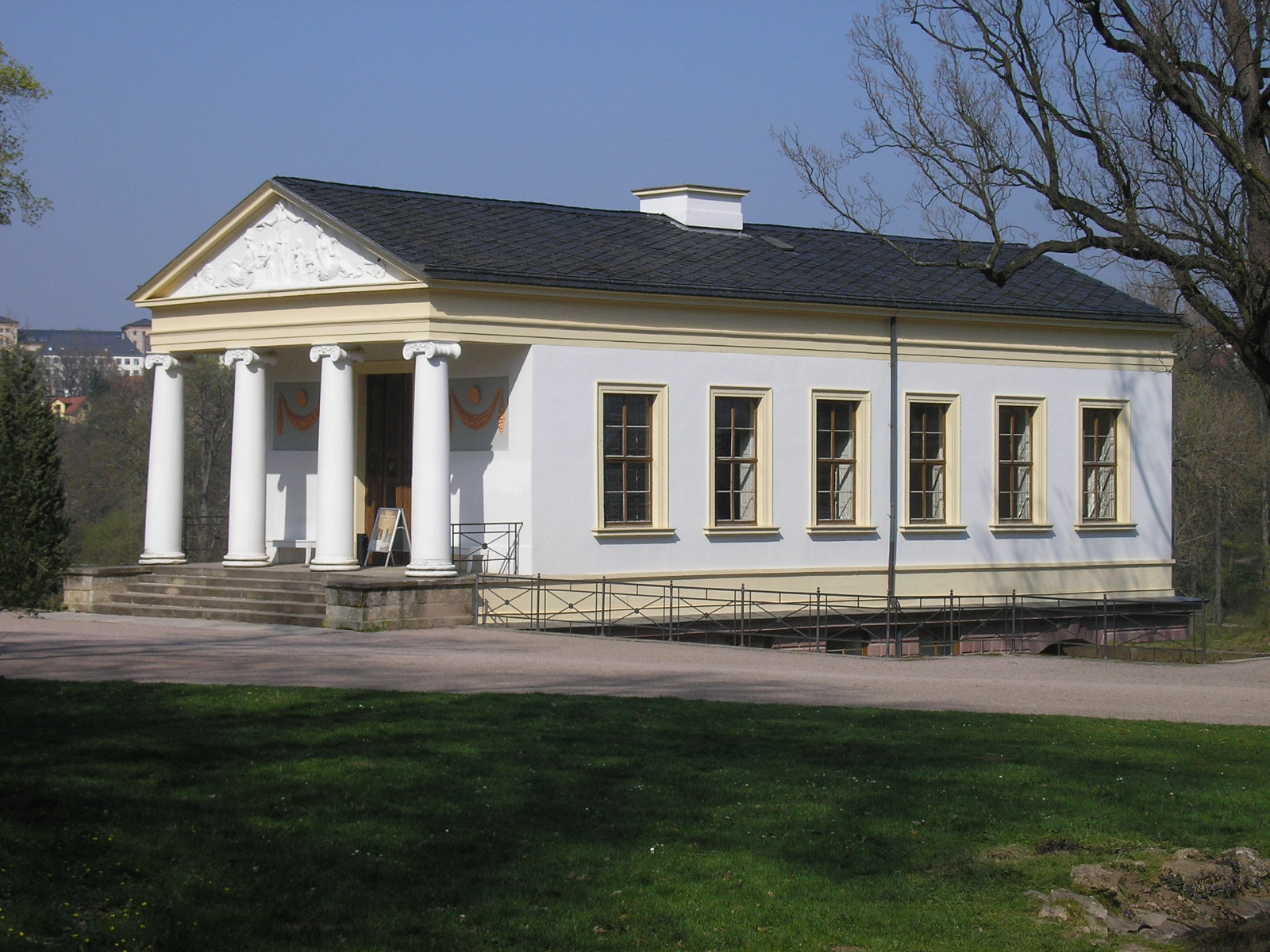
Südwestansicht mit antikisierender Portikus

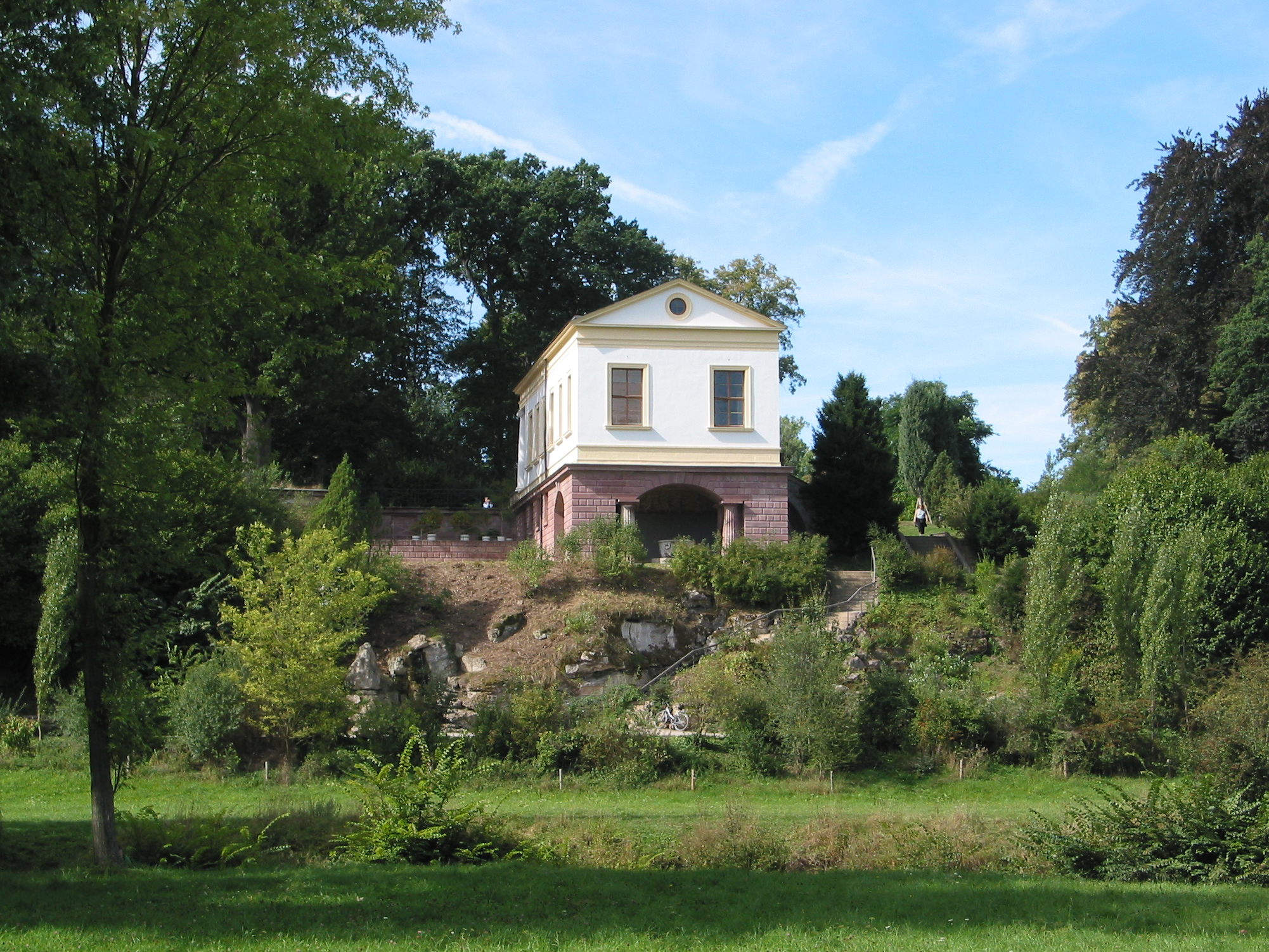
Hanglage aus östl. Parkansicht

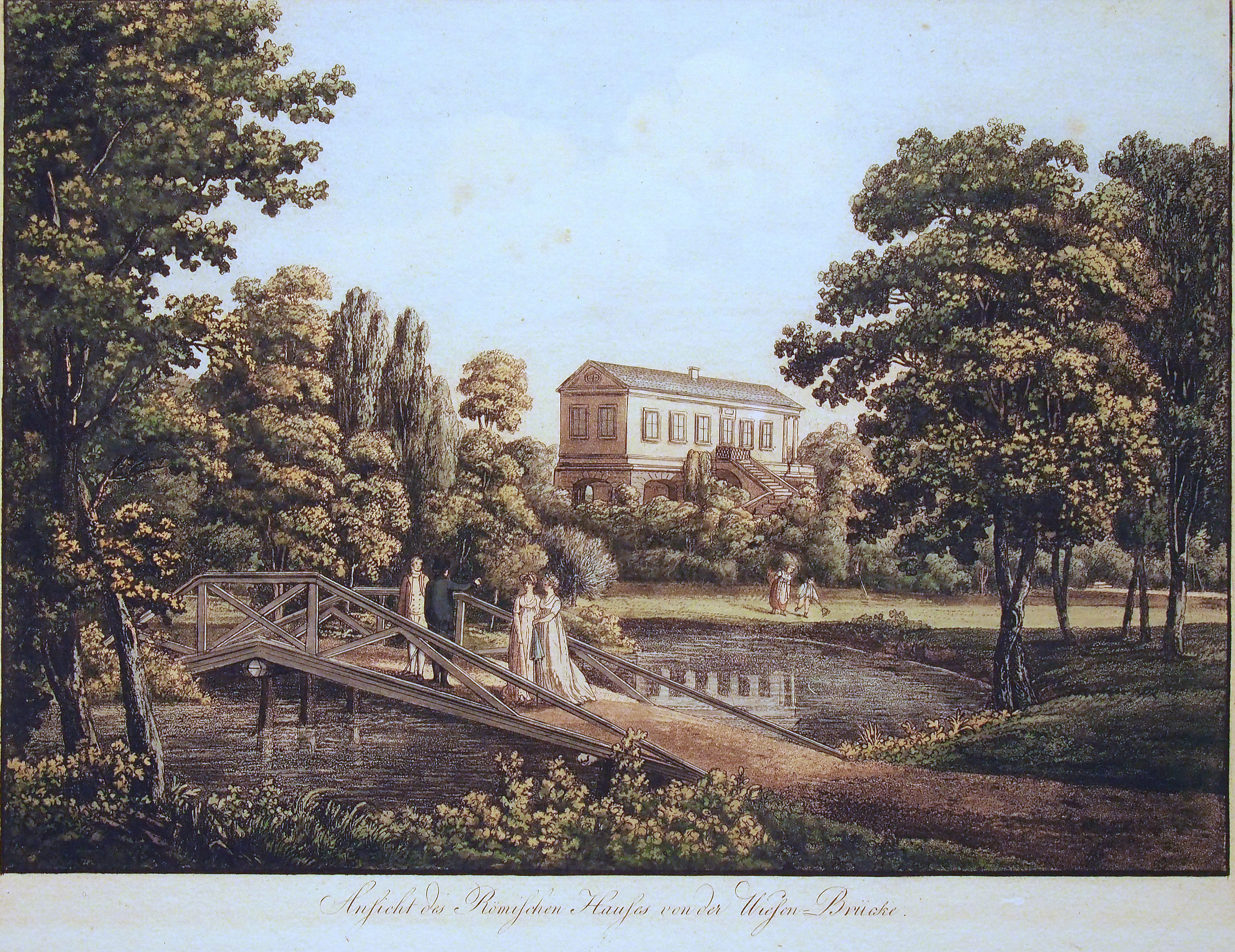
Radierung von Georg Melchior Kraus (1799)

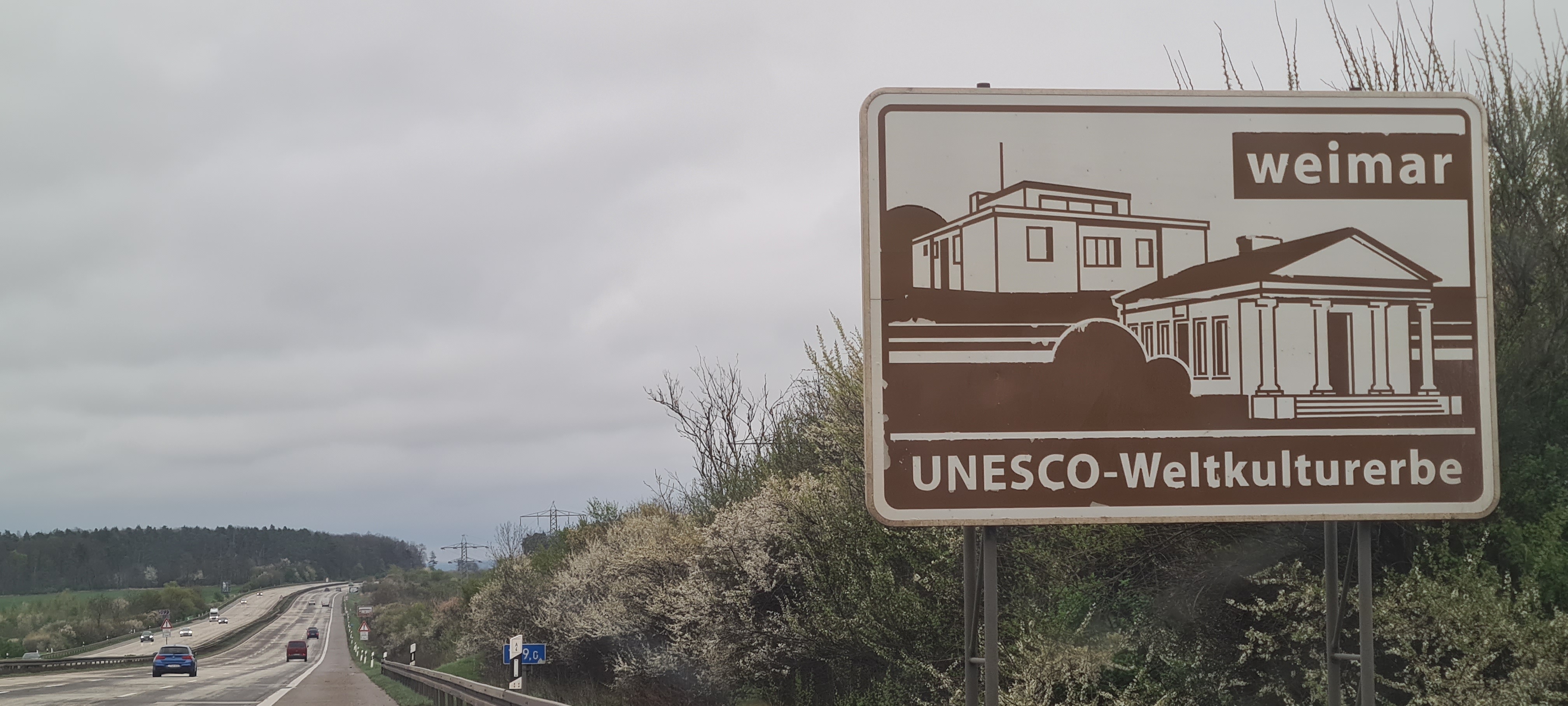
Touristische Unterrichtungstafel an der Autobahn A4: „UNESCO Weltkulturerbe Weimar“ mit dem Römischen Haus

Das Römische Haus ist ein Gebäude am Rand des Parks an der Ilm in Weimar und gehört seit 1998 als Teil des Ensembles „Klassisches Weimar“ zum UNESCO-Weltkulturerbe.
Es wurde zwischen 1791 und 1798 als Gartenhaus für den damaligen Herzog Carl August erbaut und ist ein frühes klassizistisches Bauwerk in Deutschland. Charakteristisch ist seine Anlehnung an den römischen Tempel. Die Anregung dazu brachte Goethe von seiner italienischen Reise mit. Durch seine hochgelegene Lage an der westlichen Längsseite dieses Landschaftsparkes gestattet es einen weiten Überblick über das sich nördlich und südlich erstreckende Ilmtal an dieser Stelle.
Die Entwürfe für das Gebäude lieferte der Hamburger Architekt Johann August Arens. Goethe leitete anfangs das Baugeschehen. Die Innenentwürfe stammten von dem Dresdner Architekten Christian Friedrich Schuricht. An der künstlerischen Ausgestaltung der Räume war außerdem Johann Heinrich Meyer beteiligt. Nach dem Tode Carl Augusts 1828 wurde das Gartenhaus nur noch selten bewohnt. Ab 1844 wurde das Haus dem Erbgroßherzog Carl Alexander überlassen. Eine Zeichnung von Friedrich Gilly von 1797/98 zeigt den Durchgang von Süden her unterhalb des Römischen Hauses mit den Dorischen Säulen, dem Brunnen, den wohl Martin Gottlieb Klauer geschaffen hatte Klauer schuf nicht nur den Wandschmuck außen, sondern auch im Innenraum. Die Giebelgruppe des Westgiebels, welche ursprünglich von ihm nach einem Entwurf von Heinrich Meyer geschaffen worden war, wurde 1819 durch Peter Kaufmann ersetzt.
Das Römische Haus ging 1922 nach der Abdankung des Erbgroßherzogs Wilhelm Ernst (Sachsen-Weimar-Eisenach) 1918 infolge des verlorenen Ersten Weltkrieges in den Besitz des Landes Thüringen über. 1954 übernahm die NFG das Haus, die an dem Gebäude umfangreiche Sanierungsmaßnahmen durchführen ließ. Heute wird es als ein für die Öffentlichkeit zugängliches Museum genutzt und beherbergt eine Dauerausstellung zur Geschichte des Weimarer Ilmparkes. Seit 2012 befinden sich vier Torsi der Tempelherrenfiguren vom Tempelherrenhaus, die Johann Peter Kaufmann schuf, als Kopien der hölzernen Originale von Martin Gottlieb Klauer. Ein Torso befindet sich noch in situ.